# Kisszelmenc
Kisszelmenc (ukránul: Малі Селменці) falu Ukrajnában, Kárpátalján, az Ungvári járásban.

## Fekvése
Kisszelmenc Ungvártól 18 km-re délnyugatra található, az ukrán-szlovák határ mellett. Szomszédos települések: innen 2 km-re északkeletre fekszik Palágykomoróc. Közvetlenül a határ túloldalán 8 méterre, immáron a szlovákiai oldalon, Nagyszelmenc; az ikerfaluban gyalogos határátkelőhely nyílt 2005. december 23-án.

## Lakossága
- 1870 – 236 fő
- 1900 – 246 fő
- 1910 – 320 fő
- 1940 – 322 fő
- 1944 – 319 fő
- 1989 – 230 fő, ebből magyar 218 fő
- 1991 – 231 fő, ebből magyar 217 fő
- 2001 – 200 fő, ebből magyar 185 fő (92,5%), ukrán 6%

## Története
Nevének első említése 1332-ből való, ám ekkor még nem tekinthető igazi településnek: majd csak a középkorban alakul faluvá. Többnyire egytelkes nemesek lakják, akik hadi szolgálataik ellenében mentesülnek az adófizetés terhe alól. 1566-ban a Tokaj alól visszavonuló tatár seregek a helységet felégetik, lakóinak egy részét elhurcolják. 1719-ben az egyik okmányban Kis-Szelmencznek írják. Ekkortájt bírnak itt részekkel a Gyulayak, Csathók, Balassák.
A 18. század végén Vályi András így ír róla: „SZELMECZ. Kis, és Nagy Szelmecz. Magyar faluk Ungvár Várm. földes Urok Berényi Uraság, lakosaik katolikusok, és reformátusok, fekszenek Boboruskához közel, és annak egyik filiája; határjaik jól termők, ’s vagyonnyaik is külömbfélék.”
Fényes Elek 1851-ben kiadott geográfiai szótárában így ír a faluról: „Kis-Szelmencz, magy.-orosz falu, Ungh vmegyében, Unghvárhoz nyugot-délre 2 1/4 mfdnyire: 89 róm. 96 g. kath. 64 ref., 24 zsidó lak. F. u. Szerencsy István ör. s. m.”
A Balassáknak a 19. században nagy majorságuk volt itt. A trianoni békéig Ung vármegye Nagykaposi járásához tartozott. Ekkor Csehszlovákiához csatolták. 1938–44 között visszakerült Magyarországhoz.
A második világháború harcterein 9 kisszelmenci férfi hunyt el. 1944 őszén 21 férfit hurcoltak el a sztálinisták, közülük 19-en odahaltak.
A háború végén, 1945-ben a Szovjetunióhoz csatolták a települést. Az akkor meghúzott szovjet–csehszlovák határ elvágta egymástól Kis- és Nagyszelmenc falukat. 1991 óta Ukrajna része. 2005. december 23-án gyalogos határátkelőt nyitottak a két falu között.
Egy Szelmencből lett a kettő, egyesítse a Teremtő
Áldjon Isten békességgel, tartson egybe reménységgel
Mi reményünk megmarad, összeforr mi szétszakadt
Két Szelmencnek kapuszárnya, falvainkat egybezárja
Kisszelmenc és Nagyszelmenc határába azonos feliratú rovástáblát helyeztek ki, 2012. december 22-én.
2020-ig közigazgatásilag a palágykomoróci falusi tanácshoz tartozott.

## Nevezetességek
- A 2005. december 23-án megnyitott határátkelő több évtizednyi szétszakítottságának vetett véget.
- A település helyzetének történelmi abszurditásáról készítette dokumentumfilmjét Jaroslav Vojtek szlovák rendező. A határ (szlovákul Hranica) című 72 perces alkotást 2001 és 2007 között forgatták. A 13. Jihlava-i Nemzetközi Dokumentumfilm-fesztiválon az alkotást A legjobb közép-kelet-európai film díjjal jutalmazták.
- A kettészakított Szelmenc összetartozásának jelképeként az államhatár mindkét oldalán fél székelykaput emeltek 2003-ban.
- A község eredeti két bejáratánál székely-magyar rovással írt településtáblákat helyeztek el 2012. december 22-én.[5]

## Gazdasága
Az itteni gazdák főként kalászos növények és burgonya termesztésével foglalkoznak, jószágot tartanak. A munkaképes lakosság egy része Ungvár iparvállalatainál helyezkedett el, néhányan Magyarországon vállaltak kőműves munkát. Az aprócska faluban élelmiszerüzlet, kávézó található.